# Kharigismo

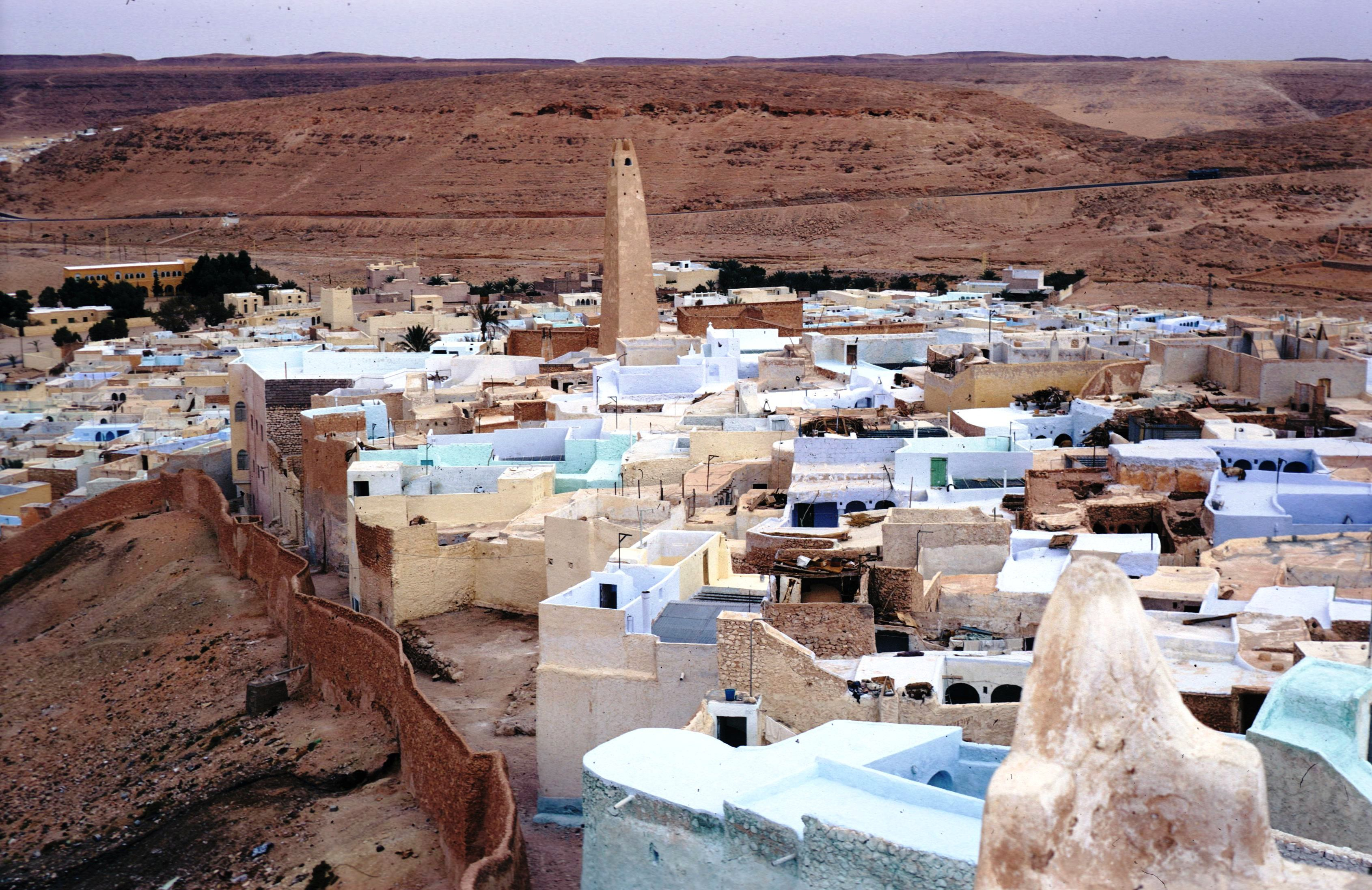
Il villaggio kharigita di Beni Isguen, Algeria

Il kharigismo è un ramo dell'Islam, distaccatosi dagli altri all'epoca del quarto califfo ʿAlī ibn Abī Ṭālib. Anche all'interno del kharigismo (come nel Sunnismo e nello Sciismo) ci sono i sufi e coloro che ne rifiutano l'approccio, considerato troppo libero.

## Il kharigismo come dissidenza politica
Lo scontro armato, scoppiato a Siffīn, fu bloccato da un gruppo di seguaci di ʿAlī che vollero si rispondesse positivamente alla richiesta dei sostenitori del governatore, che pare stesse soccombendo. Costoro invocarono infatti nel corso della battaglia una risoluzione "pacifica" del dissidio mediante un arbitrato fra le parti, che evitasse il proseguire della guerra civile e lo spargimento di sangue di credenti.
Nel corso della notte, però, tali seguaci del califfo tornarono sulla loro decisione perché convinti che solo la battaglia avrebbe permesso di decidere chi fosse dalla parte della ragione: se Muʿāwiya che marciava in armi contro l'autorità costituita per ottenere giustizia o il califfo che, per quanto tiepido nel rintracciare i mandanti dell'assassinio di ʿOthmān, era pur sempre il "Comandante dei Credenti". Il "giudizio di Dio" che essi avevano quindi dapprima accondisceso a ricercare, fu da essi stessi considerata una ribellione contro il califfo da parte di persone che in quel modo non potevano essere più considerate musulmane e di cui era quindi lecito "versare il sangue".
Il loro slogan divenne pertanto Lā ḥikma illā li-llāh ("a Dio solo spetta il giudizio") e da qui provenne anche l'altro loro nome di "Muḥàkkima" (Quelli del giudizio [di Dio]).
Il califfo tuttavia non volle cedere a questa nuova richiesta, avendo perso l'iniziativa e vedendo i suoi soldati demotivati cosicché quel gruppo di suoi iniziali sostenitori - scandalizzato dalla rinuncia di 'Alī al suo dovere di guidare al bene i musulmani e contrastare il male - decise di abbandonare le file del suo esercito e di recarsi nella cittadina di Harūra (da cui il nome di Haruriti preso dagli scissionisti) per discutere sul da farsi.

## Il kharigismo come dissidenza teologica
Era nata la prima riflessione teologica all'interno della Umma islamica, nemmeno 30 anni dopo la morte del profeta Muhammad, perché il quesito di fondo era in fin dei conti quello della qualifica del musulmano, e se un musulmano che si fosse messo dalla parte dell'errore (come un ribelle alla legittima autorità califfale), e che quindi fosse un peccatore, potesse a buon diritto essere considerato ancora membro della Umma islamica o un apostata.
La loro risposta infine fu che il peccatore dovesse essere considerato decaduto dalla qualità di musulmano e, come murtadd (apostata) ne fosse lecita l'uccisione. Si orientava in tal modo il movimento a un radicalismo ideologico e politico che, malgrado un corposo afflato sociale in grado di affascinare chi si sentiva a qualsiasi titolo discriminato dalle autorità arabo-islamiche, condannerà il movimento a esser minoritario e spesso periferico.
I fuoriusciti dall'esercito califfale abbandonarono infine Harura - e da qui sembra sia venuta loro la denominazione di "kharigiti" (in arabo ḫawāriğ, dal verbo kharaja, 'uscire') - mentre secondo altri storici il termine sarebbe derivato dal loro avere abbandonato l'esercito alide, o anche l'aver propugnato l'attacco (kharaja vuol dire infatti anche "uscire all'attacco").
Tanto Alī quanto Muʿāwiya avevano a loro giudizio gravemente sbagliato e non potevano quindi essere più considerati appartenenti alla Comunità islamica. Di conseguenza era perfettamente lecito ucciderli e di fatto quello divenne il loro obiettivo, diventando acerrimi avversari sia degli alidi (più tardi sciiti) sia dei seguaci di Muʿāwiya (che più tardi furono considerati omogenei al ramo prevalente dell'Islam che fu chiamato sunnismo).

## Il kharigismo come eresia islamica
Nel tempo il kharigismo si differenziò in una serie di frange più o meno oltranzistiche (Sufriti, Azraqiti e Najadāt, mentre gli Ibaditi hanno una diversa collocazione nella cosiddetta "eresiografia" islamica). Le prime tre branche suddette arrivarono talora a prevedere la pena di morte anche per i parenti di quanti essi ritenevano apostati, ma non mancarono nel loro atteggiamento speculativo di lasciar spazio a particolari interpretazioni dell'istituto califfale (non previsto d'altra parte né dal Corano, né dalla Sunna). Tipico esempio di questa forte capacità innovativa è, ad esempio, l'accettazione espressa dagli Shabībiyya di una guida politica e militare di una donna.
Un tratto infatti caratteristico del loro pensiero è sempre stato quello che - alla ricerca di chi fosse il buon musulmano (condannato però sempre a non peccare per non perdere la sua qualifica e la vita) e l'irreprensibile e miglior musulmano, unico in grado di diventare il loro Imām - non si dovesse richiedere altro che l'eccellenza morale, a prescindere dalla razza, dallo statuto giuridico personale e dal sesso.
Da questo complesso quadro d'insieme scaturisce la difficoltà da parte dell'Islam sunnita e sciita (che insieme rappresentano circa il 99% dei musulmani del mondo) di etichettare teologicamente la riflessione e la pratica kharigita. Se non manca infatti chi include questo movimento all'interno delle normali - ancorché violente - dinamiche di confronto politico che da sempre hanno attraversato nei secoli il mondo islamico, non manca però neppure chi giudica eretico (kāfir) il fedele kharigita, se non altro per la sua drastica concezione del musulmano che fa sì che i movimenti più radicali, quali gli Azraqiti e i Sufriti (ma anche, in parte, i Najadāt), qualifichino a loro volta come "empio" (kāfir) quanti non si adeguino al loro peculiare modo di intendere la fede islamica, comportando per costoro il diritto-dovere di eliminare chi non sia includibile nella loro speciale categoria di "credenti". E l'ingiusta uccisione di un musulmano - a norma del Corano - è sanzionata esplicitamente e con la massima severità da Allah, facendo parte questa fattispecie (unitamente all'apostasia e all'adulterio conclamato) delle azioni umane per le quali Egli pone un preciso limite (ḥadd), con la dannazione nell'Aldilà del colpevole e, deduttivamente, con la condanna a morte da parte delle società che ai valori della Sharīʿa intendano rifarsi.

## Il kharigismo oggi
Attualmente del kharigismo sopravvive la sola frangia ibadita, tanto moderata (e per questo sopravvissuta) da essere praticamente indistinguibile dai restanti musulmani. Essi stessi rifiutano l'etichetta "kharigita", salvo che per il particolare richiamo alla preghiera (adhan / adhān) che usano. Sono presenti nel Sultanato dell'Oman (dove s'erano insediati fin dal 686) e in alcune parti del Nordafrica: la regione dello Mzab in Algeria, il Gebel Nefusa in Tripolitania (Libia) e nell'isola tunisina di Jerba, oltre che a Zanzibar. I fondamentalisti islamici in armi sono a volte indicati dagli altri musulmani come neo-kharigiti, per differenziarli dai Sunniti, dagli Sciiti e per indicare la loro esagerata interpretazione del Corano. La Conferenza islamica mondiale a Groznyj del 2016 ha dichiarato il Salafismo ed il Wahhabismo scuole di pensiero non sunnite (e quindi non hanbalite), in questo caso sarebbero quindi frange neo-kharigite.